# Цер'є Виводинсько
45°39′ пн. ш. 15°25′ сх. д. / 45.65° пн. ш. 15.41° сх. д.
Цер'є Виводинсько (хорв. Cerje Vivodinsko) — населений пункт у Хорватії, в Карловацькій жупанії у складі міста Озаль.

## Населення
Населення за даними перепису 2011 року становило 22 осіб.
Динаміка чисельності населення поселення: